# 宥州
宥州，唐朝时设置的州。
开元二十六年（738年）迁还河南、江淮诸州胡户于兰池都督府地置，取“宽宥”为名。治所在延恩县（今内蒙古自治区鄂托克前旗东敖勒召其古城）。辖境约今内蒙古自治区鄂托克前旗、鄂托克旗。天宝中寄治经略军城，即今鄂托克旗西南保尔浩绍废墟。宝应后废。元和九年（814年）复置于经略军城，仍置延恩县为治所。820年移治夏州管辖下的长泽县（今内蒙古南边缘与陕北交界处），与古宥州不同，新宥州在夏州西北。后属西夏。蒙元废。
唐朝宥州刺史
- 李光弼（743年—745年，宁朔郡太守）
- 翟义方（肃宗时）
- 骆怡（814年—816年）
- 赵荣国（825年）
- 李权（文宗时）
- 李弘本（会昌年间）
- 田克加（850年）
- 陈调（咸通年间）
- 拓跋思恭（？—881年）